# 韋斯特維爾 (紐約州)
韋斯特維爾（英語：Westville）是一個位於美國紐約州富蘭克林縣的鎮。

## 人口
根據2020年美國人口普查的數據，韋斯特維爾的面積為90.16平方千米，當中陸地面積為90.13平方千米，而水域面積為0.03平方千米。當地共有人口1757人，而人口密度為每平方千米19人。